# Epidermophyton floccosum
Epidermophyton floccosum veroorzaakt ringworm, tinea cruris (jeuk), tinea pedis (zwemmerseczeem) en tinea unguium (schimmelnagel of onychomycose) en komt alleen bij mensen voor. De besmetting vindt voornamelijk plaats in kleedkamers en douches. De schimmel verspreidt zich door macroconidia en chlamydosporen.
Tinea cruris komt voor in de liezen, aan de anus en op de benen en veroorzaakt een jeukend en branderig gevoel. Aangetaste plekken worden rood of bruin en de huid wordt schilferig, laat los of vertoont scheurtjes. De infectie begint meestal aan beide liezen tegelijk met 1 tot 1,5 cm grote plekken. De infectie verspreidt zich meestal langs de binnenkant van de dijen naar beneden. Ook de penis kan besmet raken, dit in tegenstelling tot andere soorten infecties.
Bij zwemmerseczeem ontstaat roodheid en schilfering van de huid, meestal beginnend tussen de vierde en vijfde (kleine) teen. Er kunnen pijnlijke kloofjes ontstaan. Later kan de infectie zich uitbreiden naar de voetzool (waarbij kleine met pus gevulde bultjes ontstaan) of de nagels (schimmelnagel, een vorm van kalknagels).
De knuppelvormige, dunwandige, gladde macroconidiën hebben 1 - 7 tussenwanden. Ze zitten langs de gesepteerde schimmeldraad of aan het eind met 2 - 5 bij elkaar. Ze zijn 7 - 12 µm breed en 20 -40 µm lang. Er worden geen microconidiën gevormd. Afhankelijk van de ouderdom van de cultuur worden intercalaire en terminale, 20 µm grote chlamydosporen gevormd.
In Epidermophyton floccosum komt het betaïne lipide 1(3),2-diacylglyceryl-3(1)-O-4′-(N,N,N-trimethyl)homoserine met een onbekende functie voor, dat niet voorkomt in de dermatofyte soorten Microsporum cookei en Trichophyton rubrum. 

## Groeiomstandigheden
De optimale groei van Epidermophyton floccosum ligt bij 28 °C, maar de schimmel groeit ook nog bij 37 °C. In tegenstelling tot anderen dermatofyten kan E. floccosum geen haren infecteren.  De ureasetest is vaak na 7 dagen bij 25 °C positief, maar niet altijd betrouwbaar. Op een voedingsbodem met BCP-(BromoCresol Purple)-melksuiker-agar kleurt de indicator purpur, dit in tegenstelling tot een gele verkleuring bij een infectie met Trichophyton rubrum-stammen. Op een voedingsbodem met Sabouraud's dextrose agar wordt een groenbruin of beige schimmelweefsel gevormd met een knopvormig, gerimpeld centrum. Tien dagen na het enten op een voedingsbodem bij 30 °C zijn de koloniën 10 - 25 mm groot. Na drie weken beginnen de culturen te verouderen en wordt de schimmelgroei pleomorf. Verouderde culturen kunnen door overenten op zouthoudende agarvoedingsbodems met 3 - 5 % NaCl weer hun oorspronkelijk groei laten zien met een vlakke, groenbruine tot beige schimmellaag en vorming van macroconidiën. Deze eigenschap kan ook gebruikt worden ter onderscheiding van andere dermatophyten, die onder deze groeiomstandigheden niet groeien of pleomorf blijven. Vitaminetoevoegingen aan de voedingsbodem laten geen betere groei zien. Bij het ouder worden op een voedingsbodem gaat de schimmel alleen nog een wit, wattig en steriel mycelium vormen, de schimmel wordt dan pleomorf genoemd.